# Grande Alleanza
La Grande Alleanza (detta anche Lega di Augusta) è stata una coalizione europea composta da Sacro Romano Impero, Repubblica delle Sette Province Unite, Elettorato di Baviera, Elettorato di Sassonia, Marca di Brandeburgo, Elettorato del Palatinato, Arciducato d'Austria, Regno d'Irlanda, Regno d'Inghilterra, Regno di Scozia, Regno del Portogallo, Ducato di Savoia, Regno di Spagna ed Impero svedese.
Lo scopo originario della coalizione, creata nel 1686 e ribattezzata Grande Alleanza dopo che l'Inghilterra vi aderì nel 1689, era di contrastare le mire espansioniste di Luigi XIV di Francia.

## Origine
La creazione dell'alleanza venne promossa dall'imperatore Leopoldo I d'Asburgo con lo scopo di difendere il Palatinato dalla Francia.
L'Alleanza conobbe due fasi: tra il 1689 ed il 1698 combatté la guerra dei Nove Anni contro la Francia e poi, dopo il trattato dell’Aia del 7 settembre 1701, intervenne nella guerra di successione spagnola.

## La fine dell'Alleanza
La fine della Grande Alleanza fu causata principalmente dall'insoddisfazione della Gran Bretagna per gli alti costi sostenuti per partecipare ai conflitti europei.